# Suchtstoffkommission
Die Suchtstoffkommission (englisch Commission on Narcotic Drugs, CND) ist das zentrale Gremium für Drogenpolitik der UNO und wurde 1946 vom UN-Wirtschafts- und Sozialrat mit dem Kanadier Charles Henry Ludovic Sharman als erstem Vorsitzenden gegründet. Ihr Vorläufer, das Advisory Committee on the Traffic in Opium and Other Dangerous Drugs, wurde am 5. Dezember 1920 vom Völkerbund eingerichtet und bestand bis 1940. Die Kommission tagt in der Regel in Wien.

## Befugnisse
Die Suchtstoffkommission entscheidet über die Kontrolle und Einstufung von Suchtstoffen sowie von Vorläufersubstanzen und verfügt damit über weitreichende Einflussmöglichkeiten auf die Drogengesetzgebung aller Staaten, die den UN-Drogenkonventionen beigetreten sind. Sie formuliert zudem drogenpolitische Empfehlungen an die Adresse der UN-Mitgliedstaaten, die als Resolutionen von der CND selbst verabschiedet oder dem ECOSOC (und indirekt der Generalversammlung) unterbreitet werden können. Die Kommission steuert ferner die drogenpolitischen Programme des UN-Sekretariats, namentlich des UNODC. Manche Vollzugsmaßnahmen sowie die Aufsicht über die nationale Umsetzung der Drogenkonventionen sind jedoch dem Suchtstoffkontrollrat vorbehalten.
Artikel 8 des Einheitsabkommens über die Betäubungsmittel ermächtigt die Suchtstoffkommission
- neue Substanzen zu erfassen und zu klassifizieren
- den Suchtstoffkontrollrat auf alle für ihn möglicherweise relevanten Angelegenheiten hinzuweisen
- Empfehlungen zur Umsetzung der Ziele und Vorschriften des Einheitsabkommens zu machen, einschließlich wissenschaftlicher Forschungsprojekte sowie dem Austausch von wissenschaftlichen oder technischen Informationen
- Nichtmitglieder über die Entscheidungen und Empfehlungen der Kommission zu informieren.

Gemäß Artikel 17 des Übereinkommens über psychotrope Stoffe ist sie befugt, mit 2/3-Mehrheit neue Substanzen in die entsprechenden Kategorien aufzunehmen und alle Maßnahmen zu ergreifen, um die Ziele und Vorschriften der Konvention umzusetzen bzw. die entsprechende Vorschläge einzureichen.

## Prozess zur Einstufung von Substanzen
Die verschiedenen Drogenabkommen erfassen Substanzen in vier verschiedenen Kategorien, die eine unterschiedlich starke Kontrolle der Herstellung, der Vertriebs und Besitzes bewirken. Der Artikel 3 der Einheitskonvention und der Artikel 2 der Konvention über psychotrope Substanzen ermächtigen die Kommission zu entscheiden, Substanzen in eine der vier Kategorien aufzunehmen, aus diesen zu entfernen oder einer anderen Kategorie zuzuteilen.
Anträge können entweder von einzelnen Staaten oder von der Weltgesundheitsorganisation WHO eingereicht werden. Die WHO muss in jedem Fall eine medizinische und wissenschaftliche Bewertung der fraglichen Substanz abgeben, bevor diese als Droge oder Suchtstoff klassifiziert werden kann. Diese Bewertung ist für die Kommission maßgeblich; darüber hinaus hat sie aber auch wirtschaftliche, soziale, administrative und andere Kriterien zu berücksichtigen. Solche Erwägungen können dazu führen, dass eine Substanz trotz WHO-Empfehlung nicht kontrolliert oder weniger streng eingestuft wird.
Neben den eigentlichen Drogen kann die Suchtstoffkommission auch für die Synthese benötigte Chemikalien (sogenannte Vorläufersubstanzen, englisch precursors) unter internationale Kontrolle stellen. Zur Erfassung dieser Substanzen gibt es zwei eigene Listen. In diesen Fällen obliegt die wissenschaftliche Bewertung dem Suchtstoffkontrollrat.
Die Entscheidungen der Suchtstoffkommission können vom ECOSOC geändert oder widerrufen werden. Anschließend sind sie von den UN-Mitgliedstaaten umzusetzen. Wenn eine Substanz nicht internationaler Kontrolle untersteht, kann sie von einzelnen Staaten dennoch gestützt auf nationale Gesetzgebung kontrolliert werden.

## Mitglieder
In der Kommission sind 53 Staaten vertreten. Die Mitgliedschaft eines einzelnen Landes ist auf vier Jahre beschränkt. Die Verteilung der Sitze erfolgt nach folgendem Schlüssel:
- elf Sitze für afrikanische Staaten
- elf Sitze für asiatische Staaten
- zehn Sitze für südamerikanische und karibische Staaten
- sieben Sitze für osteuropäische Staaten
- vierzehn Sitze für westeuropäische und andere Staaten
- ein weiterer Sitz, der nach dem Rotationsprinzip alle vier Jahre an Asien bzw. Südamerika und die Karibik geht.

Die Kommissionsmitglieder werden vom ECOSOC unter den UN-Mitgliedern und den Vertragsstaaten der Einheitskonvention gewählt. Dabei sind Länder, in denen Schlafmohn und Kokablätter angebaut oder Pharmazeutika hergestellt werden, sowie Länder mit schwerwiegenden Drogenproblemen besonders zu berücksichtigen.